# Columbo: Playback
Playback ist eine erstmals im Rahmen der NBC-Sunday-Mystery-Movie-Serie gesendete Episode der Kriminalfilm-Reihe Columbo aus dem Jahr 1975. Die deutschsprachige Erstausstrahlung der fünften Folge der vierten Staffel folgte noch im selben Jahr im Deutschen Fernsehen. Der österreichische Schauspieler Oskar Werner verkörpert als Harold van Wyck, technikbegeisterter Präsident eines Elektronikkonzerns, den Gegenspieler von Inspektor Columbo, dargestellt von Peter Falk.

## Handlung
Harold van Wyck ist Präsident eines Elektronikunternehmens, das seine Schwiegermutter Margaret Midas besitzt. Die Firma schreibt rote Zahlen, was ihrer Ansicht nach an Van Wycks Vorliebe für technische Spielereien liegt. So ist auch sein Privathaus videoüberwacht und mit vielen neuartigen elektronischen Hilfsmitteln wie dem automatischen Öffnen der Zimmertüren – beispielsweise durch Händeklatschen – ausgestattet. Diese sollen das Leben seiner auf einen Rollstuhl angewiesenen Frau Elizabeth erleichtern. Da Van Wyck neben seinen geschäftlichen Eskapaden Elizabeth mit anderen Frauen betrügt, fordert Margaret bei einer abendlichen Unterredung seinen sofortigen Rücktritt, um ihrem Sohn Arthur die Leitung des Unternehmens zu übergeben. Van Wyck sieht seinen finanziellen und gesellschaftlichen Status bedroht.
Er schlägt ein Loch in ein Erdgeschossfenster, um einen Einbruch vorzutäuschen. Im Überwachungsraum legt er ein Band ein, auf dem ein leeres Wohnzimmer zu sehen ist, und lässt diese Bilder auf den Bildschirm des Wachmannes Baxter im Torhaus übertragen. Danach begibt er sich in das Wohnzimmer und erschießt Margaret. Dabei achtet er darauf, für die Kamera unsichtbar zu bleiben, während der Mord auf Band aufgezeichnet wird. Mit einem Timer verzögert er die Ausstrahlung der Aufnahme. Dann macht er sich auf den Weg zu einer Kunstausstellung in einer nahe gelegenen Galerie, um sich ein Alibi für die vermeintliche Tatzeit zu verschaffen. Bei der Abfahrt lässt er sich von Baxter die genaue Uhrzeit bestätigen und notiert auf einem Magazin die Erreichbarkeitsnummer der Galerie.
Baxter sieht kurz darauf die Playback-Aufnahme des Verbrechens auf seinem Bildschirm, eilt zum Tatort und alarmiert die Polizei. Der herbeigerufene Van Wyck vermutet einen Einbrecher als Täter, der von Margaret überrascht wurde, und zeigt Columbo die Videoaufzeichnung. Den Inspektor stören wie üblich Kleinigkeiten. Zunächst ist er überrascht, dass die Kamera nicht den gesamten Raum erfasst. Außerdem habe Van Wyck sich nach Angaben des Wachmannes beim Verlassen des Grundstückes anders als sonst verhalten. Am nächsten Tag untersucht Columbo das Einstiegsfenster. In der dahinter liegenden Waschküche findet er keine Erde aus dem Garten, obwohl ein Einbrecher dort Spuren hätte hinterlassen müssen. Elizabeth gibt bei der Befragung an, spätabends ein Geräusch gehört zu haben, als ihr Mann noch im Haus war. Anschließend bespricht sie mit Van Wyck die bevorstehende Vorstandssitzung und bekräftigt, selbst den Vorsitz übernehmen zu wollen. Derweil überprüft der Inspektor Van Wycks Alibi in der Galerie, wo ihm die Inhaberin Marcy Hubbard dessen Eintrittskarte vorlegt. Später demonstriert Columbo mit einem Experiment, dass der Knall, der die Schlafzimmertür geöffnet und Elizabeth am Vorabend geweckt hat, ein Schuss gewesen sein muss. Van Wyck tut den angeblichen Beweis als faulen Trick ab und erklärt das Fehlverhalten mit der empfindlichen Technologie.
In der Elektronikfirma vergleicht der Inspektor im Beisein von Arthur die Videoaufnahmen vom Mord mit denen vom Eintreffen des Wachmannes und entdeckt eine kaum erkennbare Abweichung. Er sucht Van Wyck erneut auf, um ihm seine Rekonstruktion der wahren Ereignisse zu präsentieren. Wie die Vergrößerung des ersten Videos zeigt, befindet sich auf dem Schreibtisch neben Margarets Leiche die Einladungskarte zur Kunstausstellung, auf der der Name des Verdächtigen deutlich sichtbar ist. Als Baxter eintraf, war sie jedoch verschwunden. Weil Van Wyck die Karte nach eigener Aussage bei Hubbard abgegeben hat, müsse er sie vom Schreibtisch genommen haben, als Margaret bereits tot auf dem Boden des Wohnzimmers lag. Demnach wurde das Opfer erschossen, bevor er das Haus verließ, also müsse er der Täter sein. Van Wyck unternimmt einen letzten verzweifelten Versuch, die Schuld von sich zu weisen, indem er von Elizabeth wutentbrannt eine Falschaussage fordert. Als sie das verweigert, beruhigt er sich und wird abgeführt.

## Besetzung und Synchronisation
Die erste deutschsprachige Synchronfassung entstand im Jahr 1975 bei der Studio Hamburg Synchron nach einem Dialogbuch von Alexander Welbat. 1993 wurde für RTL eine zweite Fassung von Pierre Peters-Arnolds bei der Neue Tonfilm München eingespielt.
| Figur              | Darsteller             | Deutscher Sprecher (ARD 1975) | Deutscher Sprecher (RTL 1993) |
| ------------------ | ---------------------- | ----------------------------- | ----------------------------- |
| Lieutenant Columbo | Peter Falk             | Klaus Schwarzkopf             | Horst Sachtleben              |
| Gaststars          |                        |                               |                               |
| Harold van Wyck    | Oskar Werner           | Oskar Werner                  | Miguel Herz-Kestranek         |
| Elizabeth van Wyck | Gena Rowlands          | Karin Lieneweg                | Kornelia Boje                 |
| Arthur Midas       | Robert Brown           | Reiner Brönneke               | Tonio von der Meden           |
| Francine           | Patricia Barry         | Marianne Kehlau               | Eva Pflug                     |
| Margaret Midas     | Martha Scott           |                               | Edith Schneider               |
| Weitere Darsteller |                        |                               |                               |
| Baxter             | Herbert Jefferson, Jr. | Peter Kirchberger             | Ulf J. Söhmisch               |
| Marcy Hubbard      | Trisha Noble           |                               | Bettina Kenter                |
| Thompson           | Bart Burns             | Wolfram Schaerf               | Manfred Schmidt               |
| Polizist           | Steven Marlo           | Hellmut Lange                 | Peter Musäus                  |
| Aufseher           | Joe Ohar               | Werner Schumacher             |                               |

## Rezeption
Die Fernsehzeitschrift TV Spielfilm vergab eine positive Wertung (Daumen hoch): „Hier ist Playback mal was richtig Gutes! […] Kniffliger Plot und coole Darsteller – diese Folge wurde zu einer von Peter Falks Lieblingsepisoden.“
Der Autor Michael Striss wertete mit zwei von vier Sternen (durchschnittlich). Er bemängelte das wenig abwechslungsreiche Skript, lobte aber die Besetzung des Widersachers: „Die Planung des Mordes ist ausgeklügelt. Ansonsten aber passiert in dieser Episode wenig. Kultmotive sind eher rar gesät. Aufgewertet wird die Folge lediglich durch die gewohnt exzellente Darstellerleistung von Oskar Werner.“
Der Autor Uwe Killing analysierte: „Ohnehin liegt die Qualität der Episode Playback in der psychologischen Konstellation, die auch äußerlich ganz wie ein Theaterstück angelegt ist. Die Szenen spielen fast ausnahmslos in der Villa mit ihren falschen Türen, mysteriösen Winkeln und der zerrütteten Familiensituation. Und es ist zugleich ein Drama über eine verzweifelte Liebe, die letztlich den Mord mit auslöst. […] Columbo stößt bei seinen Ermittlungen in die Abgründe von verhängnisvollen Beziehungen vor. Dabei knüpfen Falk und Rowlands an ihr intimes Zusammenspiel in Cassavetes’ Meisterwerk Eine Frau unter Einfluß an. Und Oskar Werner, gestylt mit bizarrer Pilzkopffrisur, rundet mit jedem seiner Auftritte die Hochspannung dieses Kammerspiels ab. Im Rahmen der Serie war es eine ungewöhnliche, eher handlungsarme Episode, die mehr von der darstellerischen Leistung und der Atmosphäre lebte, was letztlich aber auch den großen Gestaltungsfreiraum des Formats unterstrich.“
Der Autor Mark Dawidziak fügte hinzu: „Obwohl Playback eine 90-minütige Episode mit einem tollen letzten Indiz ist, wirkt sie manchmal etwas träge. Das Tempo ist etwas zu bedächtig, und der abrupte Schluss gibt uns kaum Gelegenheit, den entscheidenden Hinweis zu würdigen oder über den erschütternden Schlag nachzudenken, der Elizabeth versetzt wurde. Der ergreifende letzte Blick auf Elizabeths tränenüberströmtes Gesicht verliert durch das überhastete Ende etwas von seiner emotionalen Wirkung. Dennoch ist der Krimi äußerst raffiniert und die Schauspielkunst überzeugend. Als eine von vier Episoden unter der Regie von Bernard Kowalski erhält sie durch die Anwesenheit von Falks enger Freundin Gena Rowlands einen elektrisierenden Impuls. […] Indem er eine weitaus weniger mürrische Darbietung abliefert als jene, für die ihn das Filmpublikum am besten kennt […], ist Oskar Werner steif und distanziert wie der akribische Harold van Wyck. Weil wir Rowlands’ Elizabeth so sehr mögen und bewundern, machen Harolds vorgetäuschte Zuneigung und die kaltherzige Manipulation ihrer Gefühle ihn zu einem der verabscheuungswürdigsten Columbo-Mörder.“
Der Kameramann Richard C. Glouner erhielt 1975 einen Emmy in der Kategorie Outstanding Achievement in Cinematography for Entertainment Programming for a Series. Die Szenenbildner Jerry Adams und Michael Baugh waren im selben Jahr für einen Emmy in der Kategorie Outstanding Individual Achievement in Art Direction or Scenic Design – For a Single Episode of a Comedy, Drama or Limited Series nominiert.